# Ernst Zernickow

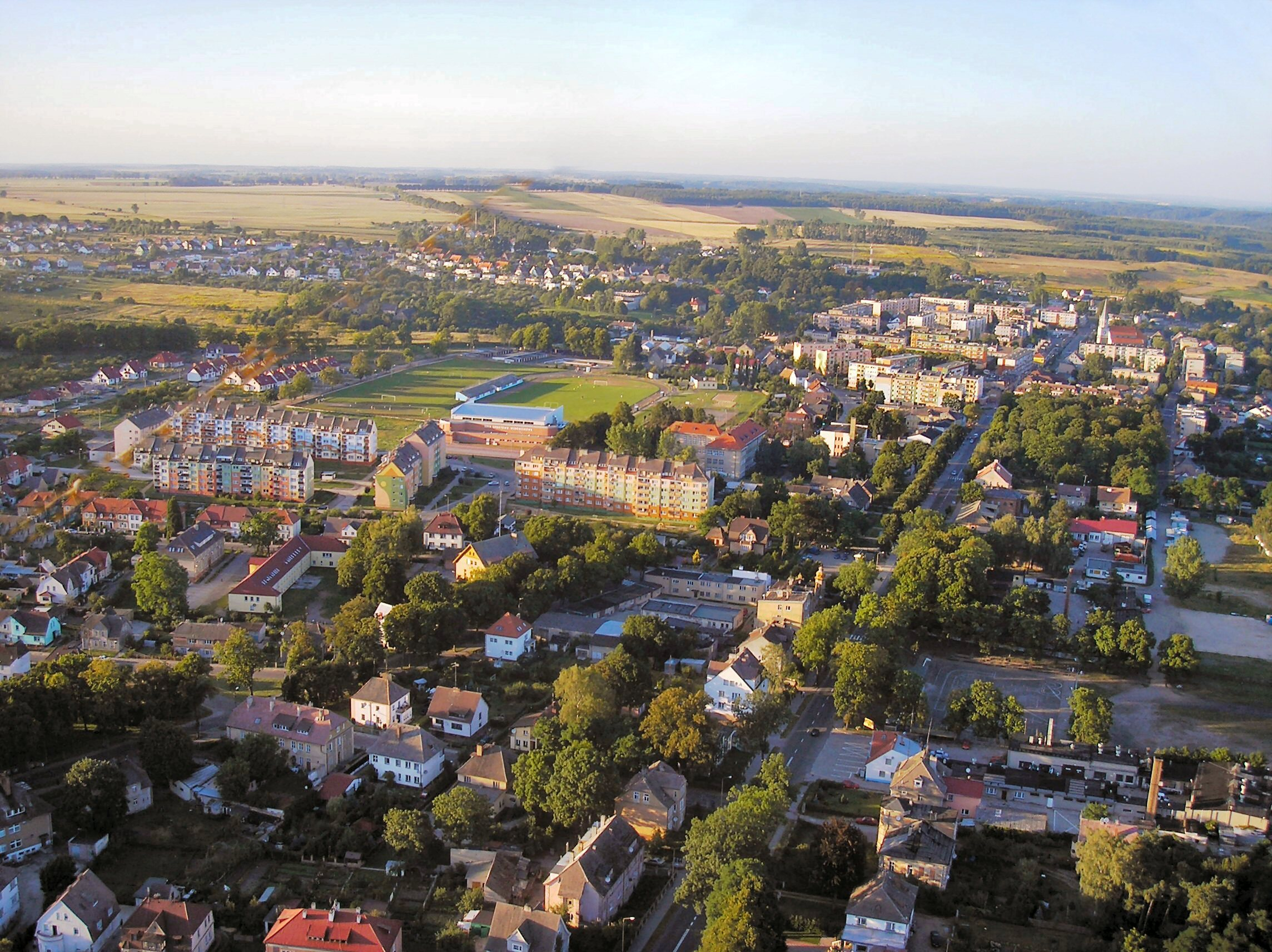
Łobez z lotu ptaka

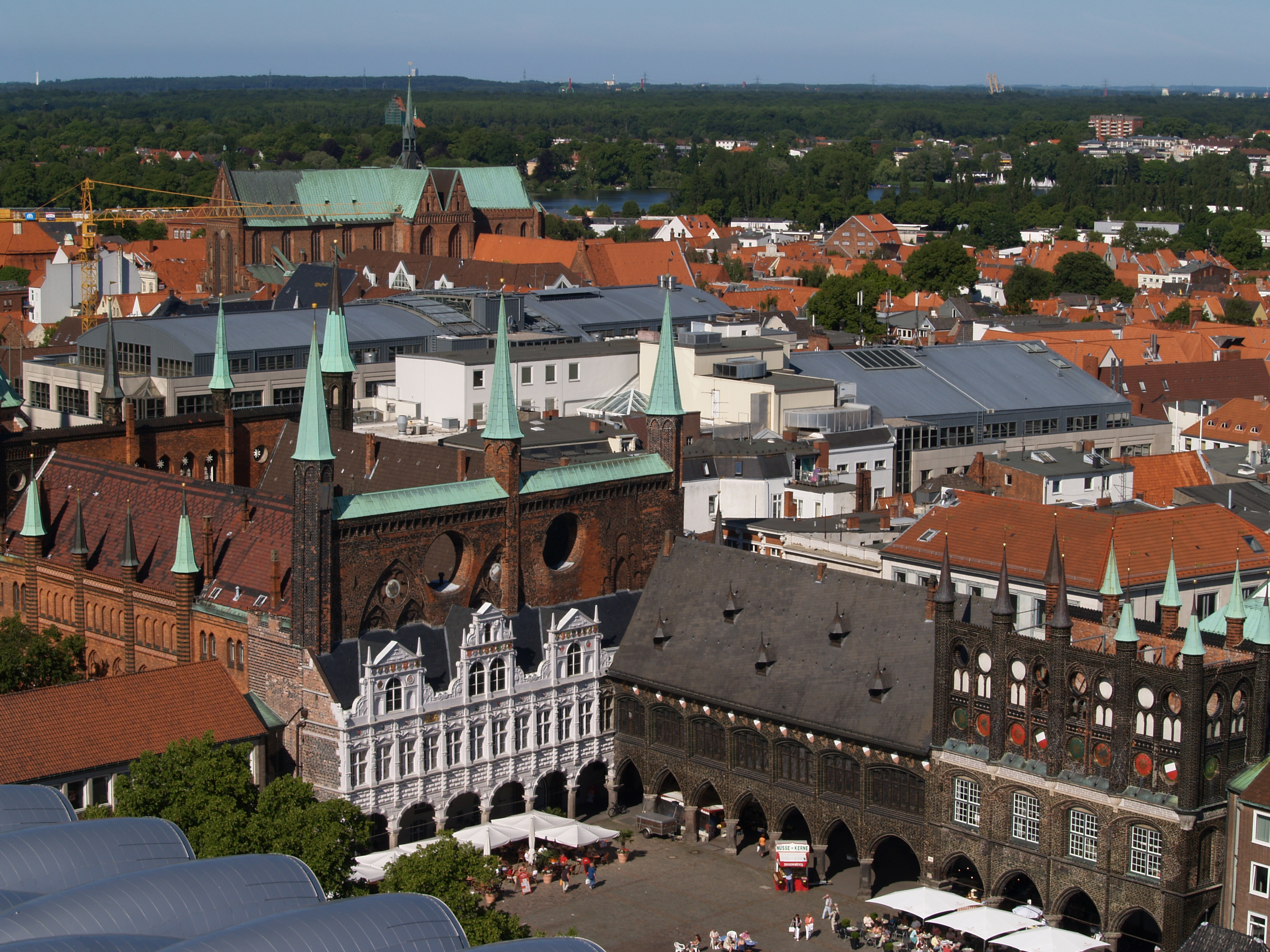
Lubeka

Ernst Zernickow (ur. 28 grudnia 1876 we wsi Neuendorf koło Fürstenwalde, zm. 18 marca 1954 Lubece) – niemiecki prawnik i urzędnik sądowy, historyk i okazjonalnie nauczyciel, badacz historii Łobza i Ziemi Łobeskiej.

## Życiorys
Ernst Zernickow urodził się w małej wsi niedaleko miejscowości Fürstenwalde, gdzie prawdopodobnie chodził do szkoły i gdzie osoby o tym nazwisku mieszkają do dzisiaj. Ukończył studia prawnicze w Berlinie, gdzie przez pewien okres pracował. Następnie pracował jako urzędnik sądowy kolejno w sądzie rejonowym w Łobzie (1909-37), a potem w sądzie miejskim w Wegorzynie. W Łobzie urodziła mu się córka  Erika Zernickow (ur. 1911) (później wyjechała do Portugalii) i syn Arnold Zernickow (ur. 1912). Po usamodzielnieniu się dzieci mieszkał samotnie, nie miał stałego adresu ani w Łobzie, ani w Węgorzynie, a wszelka korespondencja kierowana do niego przychodziła na adres sądu. Swoje prace publikował w wychodzącym w latach 1912-1937, pomorskim czasopiśmie naukowym Unser Pommerland (drukowane było w Stargardzie, a następnie w Szczecinie), w regionalnej prasie i miejscowych wydawnictwach, Heimatkreiskalender Kreis Regenwalde lub rejestrował w sądzie. Po II wojnie światowej wysiedlony z powiatu łobeskiego i tak jak inni mieszkańcy tego terenu, którzy osiedleni zostali w północnych Niemczech (Bünningstedt, Hamburg, Lubeka, Hanower, Ratzeburg i innych), gdzie zmarł w Lubece w roku 1954.

## Materiały źródłowe
W latach dwudziestych XX w. prowadził badania historii Łobza w których wykorzystał następujące źródła:
- "Kronika Pomorza", Thomas Kantzow
- Akta kościelne, Labes
- Księga parafialna z lat 1647-1764 (443 rodziny), Labes[11]
- Akta starostwa powiatu Regenwalde
- Księgi wieczyste, Labes
- Księgi Sądu Rejonowego, Labes
- Kroniki rodu Borków i Puchsteinów.
- i inne

## Publikacje
W przedmowie do swojego najważniejszego dzieła Geschichte der Stadt Labes ...., napisał:
Zainteresowanie moim wykładem o historii miasta Labes - Łobez, wygłoszonym w Związku Obywateli oraz liczne życzenia słuchaczy, aby to, co usłyszeli, mogli jeszcze raz przeczytać, podsunęło myśl, by wykład odpowiednio rozszerzony, oddać do dyspozycji społeczeństwa. Wydarzenia tu opisane, to nie takie, które zmieniają losy świata, tylko życie i zajęcia mieszkańców małej pomorskiej miejscowości od jej założenia aż do czasów naszych ojców i dziadków.
- Ernst Zernickow: Geschichte der Stadt Labes in Pommern von der Gründung bis zu Mitte des 19. Jahrhunderts. Otto Schimmelpfennig[12], s.96, Labes, 1922.
- Ernst Zernickow: Übver Ortsnamen des Kreises Regenwalde. Unser Pommerland, 7/1922
- Ernst Zernickow: Die Familiennamen d. Stadt Labes von 1687-1764 nach d. Kirchenbuch erläutert u. mit den heutigen Namen verglichen. Monats-bl„ 36, 1922, 1-4.
- Ernst Zernickow: Die Stadt Labes während d. Franzosenzeit 1806-08. U. P., 8, 1923, 45-51.
- Ernst Zernickow: Labes während d. Franzosenzeit 1806- 1808. Hkal. Regenwalde, 1936, 17-27.
- Ernst Zernickow: Feuerpolizei u. Feuerlöschwesen im alten Wangerin. Heimatkal. Regenwalde, 1939, 42 f.
- Ernst Zernickow: Labes im 16. Jahrhundert, HKL 1924 s. 26
- Ernst Zernickow: Als Labes Garnison war, HKL 1924 s. 17
- Ernst Zernickow: Ein Naturschutzgebiet bei Labes, HKL 1924 s. 45
- Ernst Zernickow: Die Franzosenzeit in Labes (1806-1808), HKL 1925 s. 20
- Ernst Zernickow: Verklungene und verklingende Flurbezeichnungen in und bei Labes, HKL 1927 s. 80
- Ernst Zernickow: Erklärung merkwürdiger Familiennamen aus Labes und Umgebung, HKL 1929 s. 33
- Ernst Zernickow: Neues aus dem alten Labes, HKL 1932, s. 19
- Ernst Zernickow: Über seltene Pflanzen aus der Umgebung von Labes, HKL 1938 s. 3.